# Anisozyga goliathensis
Anisozyga goliathensis là một loài bướm đêm trong họ Geometridae.